# Clusia cylindrica
Clusia cylindrica  es una especie de planta con flor en la familia de las clusiáceas. Está relacionada con Clusia flava pero probablemente es más cercana a Clusia gundlachii A.Stahl de las Antillas.

## Descripción
Son árboles de hábitos terrestres o epífitas, que alcanzan los 3–4 m de alto, con látex lechoso, escaso. Las hojas angostamente elípticas, de 7.5–10 (–13) cm de largo y 2.5–4.5 cm de ancho, el ápice agudo, base acuminada y frecuentemente decurrente, nervios laterales 8 o 9 por cm; pecíolos de 0.4–1 cm de largo. Las inflorescencias de 2–3 cm de largo; con yemas de 5 mm de diámetro; pétalos rosados a verde-amarillentos; estambres 12–20, libres; ovario rodeado por 4 estaminodios con aspecto de estambres, estigmas 4, ligeramente elevados. El fruto es angostamente ovoide, de 1–1.5 cm de largo y 5–7 mm de diámetro, verde.

## Distribución y hábitat
Es una especie poco común, se encuentra en áreas de rocas calizas, en la zona atlántica; a una altitud de  0–500 metros; florece  y fructifica de noviembre–junio; desde Nicaragua a Panamá. En Nicaragua las plantas son terrestres mientras que en otros sitios son solo epífitas.

## Taxonomía
Clusia cylindrica fue descrita por Barry Edward Hammel y publicado en Selbyana 9(1): 112–113, f. 1, 2, 4. 1986.
Etimología
Clusia: nombre genérico otorgado en honor del botánico Carolus Clusius.
cylindrica: epíteto latíno que significa "cilíndrico".